# Ronde van Groot-Brittannië 2004
De Ronde van Groot-Brittannië 2004 (Engels: Tour of Britain 2004) werd gehouden van woensdag 1 september tot en met zondag 5 september in Groot-Brittannië. Het was de eerste editie van deze wielerkoers onder deze naam, nadat in 1999 voor het laatst een wielerronde in het Verenigd Koninkrijk was verreden onder de naam Prudential Tour. In totaal gingen 93 renners van start in deze ronde, 81 van hen bereikten de finish.

## Klassementsleiders
| Etappe    | Algemeen        | Punten            | Berg            | Sprint       | Ploegen           |
| 1         | Stefano Zanini  | Stefano Zanini    | Duncan Urquhart | Rodney Green | Ceramiche Panaria |
| 2         | Mauricio Ardila | Alejandro Borrajo | Ben Day         | Rodney Green | Chocolade Jacques |
| 3         | Mauricio Ardila | Julian Dean       | Ben Day         | Rodney Green | Crédit Agricole   |
| 4         | Mauricio Ardila | Julian Dean       | Ben Day         | Rodney Green | MrBookmaker.com   |
| 5         | Mauricio Ardila | Julian Dean       | Ben Day         | Rodney Green | MrBookmaker.com   |
| Eindstand | Mauricio Ardila | Julian Dean       | Ben Day         | Rodney Green | MrBookmaker.com   |

## Etappe-uitslagen

### 1e etappe
| Manchester – Manchester (207 km) |                   |                      |          |
| Plaats                           | Naam              | Ploeg                | Tijd     |
| Winnaar                          | Stefano Zanini    | Quick Step-Davitamon | 5u01'23" |
| 2                                | Kevin Van Impe    | Lotto-Domo           | z.t.     |
| 3                                | Alejandro Borrajo | Ceramiche Panaria    | z.t.     |

### 2e etappe
| Leeds – Sheffield (172 km) |                  |                      |          |
| Plaats                     | Naam             | Ploeg                | Tijd     |
| Winnaar                    | Mauricio Ardila  | Chocolade Jacques    | 4u26'26" |
| 2                          | Nick Nuyens      | Quick Step-Davitamon | +00' 01" |
| 3                          | Paolo Savoldelli | T-Mobile             | z.t.     |

### 3e etappe
| Bakewell – Nottingham (192 km) |               |                      |          |
| Plaats                         | Naam          | Ploeg                | Tijd     |
| Winnaar                        | Tom Boonen    | Quick Step-Davitamon | 4u30'55" |
| 2                              | Paride Grillo | Ceramiche Panaria    | z.t.     |
| 3                              | Julian Dean   | Crédit Agricole      | z.t.     |

### 4e etappe
| Newport – Celtic Manor Resort (160 km) |                 |                   |          |
| Plaats                                 | Naam            | Ploeg             | Tijd     |
| Winnaar                                | Mauricio Ardila | Chocolade Jacques | 3u36'31" |
| 2                                      | Daniel Moreno   | Relax-Bodysol     | z.t.     |
| 3                                      | Michele Bartoli | Team CSC          | +00' 03" |

### 5e etappe
| Londen – Londen (72,5 km) |               |                      |          |
| Plaats                    | Naam          | Ploeg                | Tijd     |
| Winnaar                   | Enrico Degano | Barloworld           | 1u27'30" |
| 2                         | Julian Dean   | Crédit Agricole      | z.t.     |
| 3                         | Kirk Obee     | Navigators Insurance | z.t.     |

## Eindklassementen
| Plaats    | Naam              | Ploeg                 | Tijd      |
| --------- | ----------------- | --------------------- | --------- |
| Gele trui | Mauricio Ardila   | Chocolade Jacques     | 18u58'36" |
| 2         | Julian Dean       | Crédit Agricole       | +00' 12"  |
| 3         | Nick Nuyens       | Quick Step-Davitamon  | +00' 17"  |
| 4         | Eric Leblacher    | Crédit Agricole       | +00' 18"  |
| 5         | Daniel Moreno     | Relax-Bodysol         | +00' 19"  |
| 6         | Paolo Savoldelli  | T-Mobile              | +00' 20"  |
| 7         | Michele Bartoli   | Team CSC              | +00' 24"  |
| 8         | José Luis Rubiera | US Postal-Berry Floor | z.t.      |
| 9         | Kevin Van Impe    | Lotto-Domo            | +00' 27"  |
| 10        | Chris Baldwin     | Navigators Insurance  | z.t.      |
|           |                   |                       |           |
| 58        | Tristan Hoffman   | Team CSC              | +15' 24"  |

| Plaats      | Naam          | Ploeg                | Punten |
| ----------- | ------------- | -------------------- | ------ |
| Groene trui | Julian Dean   | Crédit Agricole      | 54     |
| 2           | Tom Boonen    | Quick Step-Davitamon | 38     |
| 3           | Roger Hammond | MrBookmaker.com      | 38     |

| Plaats    | Naam            | Ploeg           | Punten |
| --------- | --------------- | --------------- | ------ |
| Rode trui | Ben Day         | MrBookmaker.com | 35     |
| 2         | Ryan Cox        | Barloworld      | 26     |
| 3         | Duncan Urquhart | Schotland       | 23     |

| Plaats     | Naam           | Ploeg           | Punten |
| ---------- | -------------- | --------------- | ------ |
| Witte trui | Rodney Green   | Barloworld      | 35     |
| 2          | Julian Dean    | Crédit Agricole | 26     |
| 3          | Eric Leblacher | Crédit Agricole | 23     |

| Plaats | Ploeg             | Tijd      |
| ------ | ----------------- | --------- |
|        | MrBookmaker.com   | 56u57'34" |
| 2      | Crédit Agricole   | z.t.      |
| 3      | Chocolade Jacques | +00' 04"  |

1987 · 
1988 · 
1989 · 
1990 · 
1991 · 
1992 · 
1993 · 
1994 · 
1995 · 
1996 · 
1997 · 
1998 · 
1999 · 
2000 · 
2001 · 
2002 · 
2003 · 
2004 · 
2005 · 
2006 · 
2007 · 
2008 · 
2009 · 
2010 · 
2011 · 
2012 · 
2013 · 
2014 · 
2015 · 
2016 ·
2017 · 
2018 ·
2019 ·
2020 · 
2021 · 
2022 · 
2023 · 
2024 ·